# Menahem Macina
Menahem Macina, né le 24 janvier 1936, aussi connu sous le nom de Menahem Robert Macina (ou M. R. Macina), est un chercheur et auteur français spécialisé dans les domaines du judaïsme, du christianisme et dans l’histoire des relations judéo-chrétiennes. Il a été animateur de sites web sur les relations judéo-chrétiennes et sur l’actualité politique de l’État d’Israël, notamment du site de l’Union des patrons et des professionnels juifs de France (UPJF). 

## Biographie
Menahem Macina est licencié d’histoire de la Pensée juive à l’Université hébraïque de Jérusalem. Il a été chercheur et maître de conférences invité dans plusieurs universités et institutions françaises et belges, notamment sur les relations entre judaïsme et christianisme dans l’histoire. Il est l’auteur de nombreux articles spécialisés, essentiellement consacrés à l’étude des conceptions eschatologiques et messianiques dans le judaïsme et le christianisme.
Il a publié plusieurs ouvrages théologiques principalement consacrés à la spécificité et à la complémentarité des confessions de foi juive et chrétienne, et rédigés d’un point de vue chrétien. Ses analyses mettent en regard les sources et les traditions juives et chrétiennes et puisent abondamment dans l’Ancien Testament, le Nouveau Testament, ainsi que dans l’exégèse rabbinique et les écrits des Pères de l’Église grecs, latins et syriaques (exégèse nestorienne).
Intellectuel engagé, il a été le premier à dénoncer publiquement la présence de passages antijudaïques dans l’édition de 1994 de la Bible des Communautés chrétiennes,. L’épiscopat français reconnut cette erreur et cette édition fut finalement retirée de la vente. Menahem Macina est aussi un des animateurs de plusieurs sites web dédiés au judaïsme. Ses contributions portent tant sur la théologie que sur l’histoire des relations judéo-chrétiennes. Chroniqueur politique controversé, il commente également l’actualité de l’État d’Israël et plus particulièrement la perception qu’en ont les nations occidentales. Il a ainsi été plusieurs années responsable éditorial du site de l’Union des patrons et professionnels juifs de France. Il est aussi à l’origine du site Riv Tsion (fermé par l'auteur en février 2019) qui rassemble de nombreux documents sur le thème des relations entre Juifs et Chrétiens et sur la place particulière que tient Israël dans celles-ci,.
En 2009, à la fin de son ouvrage Chrétiens et juifs depuis Vatican II, paru en 2009, Menahem Macina donne un témoignage sur son propre cheminement. Celui-ci, d’après Jean Duhaime et Michel Remaud apporte un éclairage singulier sur ses recherches et engagements,. Baptisé dans l’Église catholique par sa mère non pratiquante, il est profondément touché, humainement et spirituellement, à 22 ans, par le drame de la Shoah, qu’il découvre sous un jour nouveau grâce au livre Le bréviaire de la haine de Léon Poliakov. Cette expérience spirituelle intense se traduit, d’après son propre témoignage, par un renouvellement de sa relation à Dieu et une volonté de réparation pour ce drame du génocide commis contre les Juifs. Dans les années 1970, il part vivre en Israël. Il s’y convertit, en 1977, à la religion juive. Toutefois, sans renier son identité religieuse juive, il assume aussi son identité chrétienne. Il l’exprime ainsi dans cet ouvrage : « Ma foi chrétienne en la messianité du Christ est totalement indissociable de ma foi juive dans “le Royaume qui vient, de notre père David” (cf. Marc 11,10). Ma foi chrétienne dans l'accomplissement des Ecritures et des prophéties dans le Christ est totalement inséparable de ma foi juive dans le rétablissement du peuple juif et de la royauté messianique (cf. Ac 1, 6). »,.

## Quelques thèmes de recherche et questions disputées
Les travaux de l’auteur abordent librement diverses questions controversées, afférentes au contentieux doctrinal et historique multiséculaire entre Chrétiens et Juifs :
- La personnalité énigmatique d’Élie le prophète et son rôle eschatologique[8],[9],[10].
- Le millénarisme et le réalisme du Royaume eschatologique sur la terre, dont certains Pères décrivent les modalités[11],[12].
- Shoah : repentance et non-repentance chrétiennes[13],[14],[15],[16].
- Contentieux non apuré concernant l'attitude de l’Église et de ses fidèles à l'égard des Juifs, durant la Seconde Guerre mondiale[17].
- L’abus de l’apologétique dans la défense du rôle de l’Église en faveur des Juifs durant la Solution finale[18],[19],[20].
- Les différends théologiques et les questions controversées qui opposent encore Juifs et Chrétiens[21],[22].
- La persistance de motifs antijudaïques dans les commentaires chrétiens de l'Ecriture[23].
- Persistance d'une théologie de la substitution, malgré les avancées de Vatican II[24].
- Les Chrétiens et leur clergé sont-ils toujours persuadés que le peuple juif doit se convertir à la foi chrétienne pour être sauvés[25] ?
- Les aspects positifs du dialogue entre Chrétiens et Juifs[26],[27].
- Pierres d'attente pour une théologie chrétienne du Judaïsme[28].

## Point de vue sur Israël et webmestre de upjf.org
Menahem Macina est un chroniqueur politique engagé et polémique du conflit israélo-palestinien. Il a été plusieurs années webmestre du site upjf.org et administre deux sites personnels: rivtsion.org (« La cause de Sion ») et debriefing.org (sites fermés par leur auteur en février 2019). Il est également blogueur sur The Times of Israel.
Sur le site de l'upjf, Menahem Macina déclarait « à l’UPJF, nous ne cachons pas nos convictions. Nous défendons bec et ongle Israël. Même si parfois nous nous montrons critiques envers sa politique, nous faisons bloc ». Le MRAP a critiqué Menahem Macina dans ce contexte, « cité en tant que témoin de moralité au procès du responsable d'un des sites contenu dans la nébuleuse liberty-web/sos-racaille, amisraelhai.org, qui avait appelé au lynchage des 'mauvais juifs' » et qui « lors du procès qui a abouti sur une forte condamnation d'Alexandre Attali, a refusé de se prononcer sur la nature du site fasciste CPIAJ, qui propose de faire 'partir les palestiniens en fumée noire', CPIAJ étant pour lui un site collègue juste un peu turbulent ».
Il peut également être virulent. En avril 2004, il attaque l'auteur d'un blog pro-palestinien. Il écrit que « la dérision est une manière élégante d’évacuer, sur la tête de ceux qui les provoquent, les diarrhées causées par leurs galimatias » et dénonce « le Robespierre d’un Weblog qui (…) mène à la guillotine de l'opinion publique — à laquelle il donne en pâture les « usual suspects » d’islamophobie et de philo-israélisme —, une petite charretée de sites et organisations qui osent soutenir l’État-bouc émissaire de tous les péchés du monde, qui porte le nom honni d’Israël. »
En mars 2009, Menahem Macina est au centre d'une polémique. Il publie sur le site de l'UPJF un article intitulé : « Sur Mars comme sur la terre : photos exceptionnelles de la planète ! ». Le dernier de ces clichés présente un groupe de martiens manifestant sous la banderole : « Musulmans, restez chez vous. »,. En réaction, l'hebdomadaire Marianne dénonce qu'il considère être une « blague douteuse » et se plaint de l'aplomb de Menahem Macina, webmestre du site qui confirme être le seul responsable de la publication et son texte nuancé : « C’est écrit “Restez chez vous” et pas “Rentrez chez vous” ». Et de poursuivre : « La France a perdu la tête. Aujourd’hui, vous pouvez rouler le pape dans la merde, mais vous ne pouvez pas toucher une plume de l’islam. C’est pourquoi je veux bien reconnaître une faute de goût, mais je précise que, dans le 'contexte actuel', qui est un contexte de peur, l’islamophobie est devenue le nouveau mantra ». L'article est retiré quelques jours plus tard. Par la suite, Menahem Macina dénonce l'attitude de Marianne2 sur un autre site de réinformation : « Marianne2 a réussi son pari : mettre le feu à une partie de l’opinion publique avec une caricature inoffensive qui est restée en ligne environ 48 heures. Il suffit de parcourir la centaine de commentaires purulents recopiés ci-dessous, qui figurent à la suite de l’article qui nous prend à partie, pour percevoir quelque chose de la puanteur de la haine qui s’exhale de ces éructations. Triste à vomir ».
Dans la recension de son livre « Chrétiens et juifs depuis Vatican II », Michel Remaud écrit que Menahem Macina « dénonce à juste titre les calomnies dont l’État d’Israël fait l’objet, mais ne prend pas toujours assez de distance par rapport aux aspects critiquables de la politique israélienne ».

## Publications

### Ouvrages
- Tous documents mis en ligne, en 2016, sur le site Academia.edu.
- Chrétiens et juifs depuis Vatican II. État des lieux historique et théologique. Prospective eschatologique, Éditions Docteur Angélique, décembre 2009, 372 p.  (ISBN 978-2-918303-00-8) ; Postface par le Prof. Yves Chevalier, Directeur de la revue Sens ; Présentation de l’ouvrage sur le site de l’Amitié judéo-chrétienne de France. Quelques recensions : Cristiana Dobner, ocd,, « Gli ebrei, i cristiani e i luoghi del dialogo » (« Les Juifs, les Chrétiens et les domaines du dialogue »), in L'Osservatore Romano, 1.08.2010, Jean Duhaime[4], mis en ligne le 1er janvier 2010 et Michel Remaud[5], site de l’Amitié judéo-chrétienne de France. Livre Web en ligne.
- Les Frères retrouvés. De l’hostilité chrétienne à l’égard des juifs à la reconnaissance de la vocation d’Israël  (ISBN 978-2-35631-064-4) Présentation de l’ouvrage sur le site des Éditions de l’Œuvre, Paris, mars 2011, 317 p. ; (Recension dans Sens), no 362 – 63e année – septembre-octobre 2011, Paris ; recension par le prof. Jean Duhaime.
- L'apologie qui nuit à l'Eglise. Révisions hagiographiques de l'attitude de Pie XII envers les Juifs. Suivi des contributions des professeurs Michael R. Marrus et Martin Rhonheimer, mai 2012, Cerf,  (ISBN 2204097446). Présentation du livre sur le site de l'éditeur ; "Quand l'Eglise se taisait", recension par Michaël de Saint-Cheron ; "L'Eglise catholique face au génocide", recension par Marc Riglet, dans la revue LIRE-L'Express, juillet-août 2012 ; recension par Frédéric Le Moal, sur le site Lelittéraire.com. Recension par le pasteur Michel Leplay, dans Libre Sens, Bulletin du Centre Protestant d’Études et de Documentation, no 203 de septembre-octobre 2012 ; Recension par le prof. Y. Chevalier dans Sens, Revue de l’Amitié Judéo-Chrétienne de France, no 374 (décembre 2012), p. 836-838. Recension par le R.P. Dominique Cerbelaud, dans Bulletin d’études juives et judéo-chrétiennes, de la Revue des Sciences Philosophiques et Théologiques (R.S.P.T.) 98 (2014), p. 141-143, reprise sur le site Academia.edu. Version livre Web en ligne.
- Confession d'un fol en Dieu, Éditions Docteur Angélique, décembre 2012, 142 p.  (ISBN 978-2-918303-08-4) ; présentation sur le site de l'éditeur ; recension de la version livre électronique par le Prof. Yves Chevalier, « Le "Mystère d’Israël" et le redressement de la théologie chrétienne selon Menahem Macina », Sens no 387, mars 2014, p. 223-227. Version livre Web en ligne.
- Les Églises face à la déréliction des Juifs (1933-1945). Impuissance ou indifférence chrétiennes, éditions Tsofim, Limoges, 2013 ; recension de la version livre électronique par le Prof. Yves Chevalier, « Le "Mystère d’Israël" et le redressement de la théologie chrétienne selon Menahem Macina », Ibid. Version livre Web en ligne.
- La pierre rejetée par les bâtisseurs. L’«intrication prophétique» des Écritures, éditions Tsofim, Limoges, 2013 ; recension de la version livre électronique par le Prof. Yves Chevalier, « Le "Mystère d’Israël" et le redressement de la théologie chrétienne selon Menahem Macina », Ibid. Version livre Web en ligne.
- Si les chrétiens s'enorgueillissent. À propos de la mise en garde de l’apôtre Paul (Rm 11, 20), éditions Tsofim, Limoges, 2013 ; recension de la version livre électronique par le Prof. Yves Chevalier, « Le "Mystère d’Israël" et le redressement de la théologie chrétienne selon Menahem Macina », Ibid. Version livre Web en ligne.
- Le signe de Saül. À propos du sévère avertissement de Paul aux chrétiens (Rm 11, 19-22), éditions Tsofim, Limoges, 2013 ; recension de la version livre électronique par le Prof. Yves Chevalier, « Le "Mystère d’Israël" et le redressement de la théologie chrétienne selon Menahem Macina », Ibid. Version livre Web en ligne.
- Un voile sur leur cœur. Le « non » catholique au Royaume millénaire du Christ sur la terre, éditions Tsofim, Limoges, 2013 ; recension de la version livre électronique par le Prof. Yves Chevalier, « Le "Mystère d’Israël" et le redressement de la théologie chrétienne selon Menahem Macina », Ibid. Version livre Web en ligne.
- Dieu a rétabli son Peuple. Témoigner devant l’Église que Dieu a restitué au Peuple juif son héritage messianique, éditions Tsofim, Limoges, octobre 2013. Version livre Web en ligne.
- L'Église à l'épreuve des Juifs. L'abolition d'Amici Israel (1926-1928).
- Guetteurs pour l'Israël de Dieu.
- L'itinéraire spirituel interdit.
- Un voile sur leur cœur. Le « non » catholique au Royaume millénaire du Christ sur la terre.
- Une lecture de la Bible à la lumière des concepts d'apocatastase et d'intrication prophétique.
- Les éditions Tsofim. Ne jamais parler contre sa conscience.
- Croire au dessein de Dieu sur les Juifs. Testament d’un «serviteur inutile».
- Salut universel chrétien et particularisme juif. Le rôle médiateur du Judaïsme Messianique.
- L’amour de la vérité, seul rempart contre l’Apostasie qui vient
- Le peuple juif, révélateur des desseins des cœurs des peuples, à l'approche de la fin des temps.
- Que ton règne vienne. La question du millenium
- (en) The Jewish people, sign of contradiction and revelation of hearts' thoughts, close to the end time.
- (en) Believing in God's plan for the Jews, whose Christ foreshadows, by prophetic intrication, the Messianic future.
- Livres électroniques de Menahem Macina, en consultation directe.

### Articles de recherche
- Voir le CV de l'auteur sur Academia.edu

### Articles divers
- Tribunes sur le site Times of Israel